# لغة دارجة

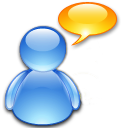

اللغة الدارجة أو العامية (slang) هي استخدام الكلمات والتعبيرات غير الرسمية التي لا تعد فصيحة في لغة أو لهجة المتحدث، ولكن تعتبر مقبولة في بعض الأوساط الاجتماعية. ويمكن التعامل مع التعبيرات العامية على أنها تسميلات وربما تُستخدم كوسيلة للتواصل مع الرفاق.

## تعريف العامية
حاول بعض اللغويين تعريف مما تتشكل العامية بوضوح. وفي محاولة لحل هذه المعضلة، يرى بيثاني كيه دوماس (Bethany K. Dumas) وجوناثان لايتر (Jonathan Lighter) أنه ينبغي تسمية تعبير ما بأنه «عامي حقيقي» إذا توفر فيه اثنان على الأقل من المعايير التالية:
- يؤدي إلى تقليل، حتى إذا كان مؤقتًا، «منزلة الكلام أو الكتابة الرسمية أو الجادة»؛ بعبارة أخرى، من المحتمل اعتباره في هذه السياقات «إساءة استخدام واضح لـ سجل اللغة.»
- يدل استخدامه على أن المستخدم على دراية بالشيء المشار إليه، أو على دراية بمجموعة الأفراد الذين يكونون على دراية بالمصطلح ويستخدمونه.
- «يكون مصطلحًا محظورًا في الحديث العادي مع أشخاص من طبقة اجتماعية أعلى أو ذوي مسؤوليات أكبر.»
- يحل محل «مرادف تقليدي معروف». ويهدف ذلك في الأساس إلى تجنب عدم الارتياح الناجم عن استخدام العبارات التقليدية أو الحاجة إلى تقديم المزيد من التوضيح.

تختلف العامية عن الرطانة، وهي عبارة عن مفردات فنية تخص مهنة معينة والتي يتوفر فيها المعيار الثاني فقط من المعايير المذكورة أعلاه. ويمكن استخدام الرطانة، كما هو الحال مع العديد من الأمثلة العامية، من أجل استبعاد الأفراد غير المنتمين للمجموعة من الحديث، ولكنها تتيح لمستخدميها بوجه عام فرصة التحدث بدقة عن مسائل فنية متعلقة بأي مجال.[بحاجة لمصدر]

## نطاق العامية وأصولها
يمكن أن تكون العامية إقليمية (بمعنى أن استخدامها يقتصر على منطقة محددة فقط)، ولكن غالبًا ما تكون المصطلحات العامية خاصة بـ ثقافة فرعية معينة، مثل الموسيقى أو لعب ألعاب الفيديو. ومع ذلك، يمكن أن تنتشر التعبيرات العامية خارج نطاق المناطق الأصلية التي ظهرت فيها ليصبح استخدامها أكثر شيوعًا، كما في الكلمات الإنجليزية «cool بمعنى رائع» و"jive" كلمة عامية تشير إلى موسيقى الجاز. وبينما تسقط صفة العامية عن بعض الكلمات في النهاية (على سبيل المثال، بدأ استخدام كلمة "mob" بمعنى «العامّة» كاختصار للكلمة اللاتينية mobile vulgus (المجاميع الثائرة))، فلا تزال هناك كلمات أخرى تُعتبر عامية من وجهة نظر معظم المتحدثين. وعندما تنجح العامية في الانتشار خارج نطاق المجموعة أو الثقافة الفرعية التي استخدمتها في الأصل، فكثيرًا ما يستبدلها المستخدمون الأصليون لها بمصطلحات أخرى أقل شيوعًا للحفاظ على هوية المجموعة.
يتمثل أحد استخدامات العامية في تحاشي التابوهات الاجتماعية؛ حيث تتجنب اللغة السائدة إثارة حقائق معينة. ولهذا السبب، تتميز المفردات العامية بثرائها الواضح في مجالات معينة، مثل العنف والجريمة والمخدرات والجنس. وبدلاً من ذلك، يمكن أن تتطور العامية من مجرد كونها معرفة بالأشياء الموصوفة. فيما بين خبراء المشروبات الكحولية (وغيرها من المجموعات)، على سبيل المثال، يُعرف نبيذ كابارنية سوفيينيون عادةً باسم «كاب ساف» ونبيذ شاردونيه باسم «شارد» وهكذا؛ وهذا يعني أن تسمية أنواع النبيذ المختلفة لا يتطلب بذل الكثير من الجهد غير الضروري، كما أنه يساعد على إظهار مدى معرفة المستخدم بالنبيذ.
حتى داخل مجتمع المتحدثين بلغة واحدة، فإنه يبدو أن العامية ونطاق استخدامها يتباين للغاية فيما بين الطبقات الاجتماعية والعرقية والاقتصادية والجغرافية. ويمكن أن يساء استخدام العامية بمرور الوقت؛ ولكنها في بعض الأحيان تتطور لتنتشر أكثر وأكثر حتى تصبح الطريقة الأساسية المستخدمة للتعبير عن شيء ما، وحينها غالبًا ما يتم اعتبارها لغة سائدة ومقبولة (مثلاً، الكلمة الإسبانية caballo (بمعنى حصان))، بالرغم من أنه في حالة الكلمات التابو، ربما لا يوجد تعبير يمكن التعامل معه على أنه سائد أو مقبول. وقد دخلت العديد من المصطلحات العامية في الحديث السائد غير الرسمي، وأحيانًا في الحديث الرسمي، بالرغم من أن هذا قد يتضمن تغييرًا في المعنى أو الاستخدام.
كثيرًا ما تتضمن العامية ابتكار معانٍ جديدة لكلمة مستخدمة بالفعل. ومن الشائع أن تنحرف مثل هذه المعاني الجديدة بشكل واضح عن المعنى الفصيح للكلمة. ومن ثم، فإن cool «بارد» وhot «ساخن» قد تستخدمان بمعنى «جيد جدًا» أو «رائع» أو «وسيم».
تجدر الإشارة إلى أنه عادةً ما تكون المصطلحات العامية معروفة داخل زمرة أو جماعة داخلية فقط. على سبيل المثال، كانت اللييت (تُعرف أيضًا باسم "Leetspeak" أو "1337") شائعة أصلاً وسط ثقافة فرعية معينة على الإنترنت، مثل كاسري حماية البرمجيات ولاعبي ألعاب الفيديو على الإنترنت. ولكن خلال فترة التسعينيات وفي أوائل القرن الحادي والعشرين، أصبحت اللييت مألوفة بدرجة أكبر على الإنترنت، كما انتشرت خارج نطاق الاتصالات القائمة على الإنترنت ودخلت في اللغات المنطوقة. وتتضمن أنواع العامية الأخرى لغة الرسائل النصية القصيرة (SMS) المستخدمة في الهواتف المحمولة و«لغة الدردشة» (مثلاً، «لول» (LOL)، اختصار يعني «الضحك بصوت عالٍ» أو «ضحك بصوت عالٍ» أو روفل (ROFL) «تدحرج على الأرض ضاحكًا»)، وهي مستخدمة على نطاق واسع في إرسال الرسائل الفورية على الإنترنت.

## وصلات خارجية
- [<a href="https://qamous.com/">https://qamous.com/</a> Qamous] - قاموس للمصطلحات العامية العربية
- [<a href="https://3amyah.com/">https://3amyah.com/</a> Online Arabic Slang Dictionary] - قاموس المصطلحات العامية العربية
- [<a href="http://onlineslangdictionary.com/">http://onlineslangdictionary.com/</a> The Online Slang Dictionary] - مصطلحات وميزات ومعلومات إحصائية أخرى عن اللغة الإنجليزية والإنجليزية الأمريكية
- [<a href="http://www.slangsite.com/">http://www.slangsite.com/</a> SlangSite.com] - مصطلحات أمريكية غير صريحة
- [<a href="http://www.urbandictionary.com">http://www.urbandictionary.com</a> Urban Dictionary] - مشاركات من المستخدمين
- [<a href="http://www.english-slang.com/eng/american">http://www.english-slang.com/eng/american</a> American slang] - بالإضافة إلى نوع الكلمة وجُمل عينة
- [<a href="http://www.english-slang.com/eng/British">http://www.english-slang.com/eng/British</a> British slang] - بالإضافة إلى تعريف الكلمة ونوعها وأمثلة على الاستخدام